# Santa Cruz (Rio Grande do Norte)
Santa Cruz é um município brasileiro do estado do Rio Grande do Norte. Localiza-se a 116 km da capital do estado Natal, a qual se liga através da BR-226. Abriga a Estátua de Santa Rita de Cássia, maior estátua religiosa da América Latina e maior estátua católica sacra do mundo e segunda maior estátua do Brasil.
Sua população, conforme estimativas do IBGE de 2024, era de 38.996 pessoas.

## História
A área do atual município de Santa Cruz era primitivamente habitada pelos povos indígenas tapuias. A partir de 1831, José Lourenço da Rocha, acompanhado de João da Rocha (irmão) e João Rodrigues da Silva (amigo e proprietário da Fazenda Cachoeira), iniciaram o povoamento do local, com uma economia baseada na atividade agropastoril, que logo denominaram "Malhada do Juazeiro" e, em seguida, "Santa Rita da Cachoeira".
Na região havia uma grande de presença de inharés, árvore considerada "sagrada" pela população local e que, segundo a tradição, atraía grandes males caso algum de seus galhos fosse quebrado, como secas e epidemias de doenças. Conta a lenda que, certo dia, um missionário, sabendo dessa tradição, resolveu visitar o povoado e mandou erguer uma cruz, feita com alguns galhos dessa árvore. Em seguida, em frente à capela de Santa Rita de Cássia, foi cavado um grande buraco, onde foram colocadas todas as armas da população nativa por ordem desse missionário, sendo ali colocada aquela cruz. Com isso, os males teriam cessado e grandes fontes de água teriam jorrado, e muitos dos animais típicos da região teriam se tornado mansos. Com este fato, o povoado teve seu nome alterado para "Santa Cruz do Inharé".
Em 1835, foi erguida a capela de Santa Rita de Cássia, que estimulou ainda mais o crescimento do povoado. Uma imagem da santa, vinda da fazenda Cachoeira, foi doada para a capela. No mesmo ano, a lei provincial nº 24, datada de 27 de março, eleva o povoado à condição de distrito, com a denominação "Santa Cruz da Ribeira do Trairi". Após vários anos de luta, em 11 de dezembro de 1876, pela lei provincial nº 777, ganhou autonomia política, desmembrando-se de São José de Mipibu. Dentre as figuras que lutaram pela emancipação destacam-se o padre Antônio Rafael Gomes de Melo, o tenente coronel Ivo Abdias Furtado de Mendonça e Menezes e os fazendeiros Trajano José de Faria e Félix Antônio de Medeiros. Em 30 de novembro de 1914, a lei estadual 372, a vila é elevada à condição de cidade, tendo sua denominação sido alterada para "Santa Cruz".
O decreto estadual 603, de 31 de outubro de 1938, criou os distritos de Campo Redondo e Jericó, que tiveram suas denominações alteradas para Serra do Doutor e Melão, respectivamente, por força do decreto-lei estadual nº 268, de 30 de dezembro de 1943, voltando às suas denominações originais em 23 de dezembro de 1948, pela lei estadual nº 146. Em novembro de 1953, novas leis estaduais criaram os distritos de Jaçanã e Trairi (atual Coronel Ezequiel). Na mesma época, foi criado o distrito de Tangará, passando o município a ser constituído por quatro distritos. No dia 31 de dezembro de 1958, foram desmembrados os distritos de Tangará e Trairi, que deram origem ao município de Tangará, e Campo Redondo. Em 24 de outubro de 1962, um acórdão do Supremo Tribunal Federal extingue o município de Campo Redondo, que volta a pertencer a município de Santa Cruz, mas é novamente desmembrado em 26 de março de 1963. Desde então, o município de Santa Cruz conserva suas divisas aturais.
Em novembro de 2007, no Monte Carmelo, teve início a construção de uma estátua dedicada à padroeira do município, Santa Rita de Cássia. As obras custaram mais de R$ 6 milhões e foram concluídas em 2010, sendo sua inauguração no dia 26 de junho. A escultura tem 56 metros de altura, incluindo o pedestal, sendo a estátua católica mais alta do planeta.

## Geografia
Distante 120 km de Natal, Santa Cruz ocupa uma área de 624,356 km² (1,1823% da superfície estadual) e tem como limites: Sítio Novo, Lajes Pintadas e São Tomé a norte; São Bento do Trairi e Japi a sul; Tangará e Sítio Novo a leste; Campo Redondo, Lajes Pintadas, Coronel Ezequiel e São Bento do Trairi a oeste. De acordo com a divisão do Instituto Brasileiro de Geografia e Estatística (IBGE) vigente desde 2017, Santa Cruz pertence à região geográfica intermediária de Natal e à região imediata de Santa Cruz.

Santa Cruz e municípios limítrofes

O relevo do município, com altitudes entre duzentos e quatrocentos metros, está inserido na depressão sublitorânea, com terrenos de transição entre os tabuleiros costeiros e o Planalto da Borborema, do qual fazem parte as serras de Cunhaú, Jandaíra, Samanaú, Tapuia e dos Veados. Geologicamente, Santa Cruz está situado em área de abrangência de rochas metamórficas do embasamento cristalino, datadas do período Pré-Cambriano, entre 1,1 bilhão e 2,5 bilhões de anos.

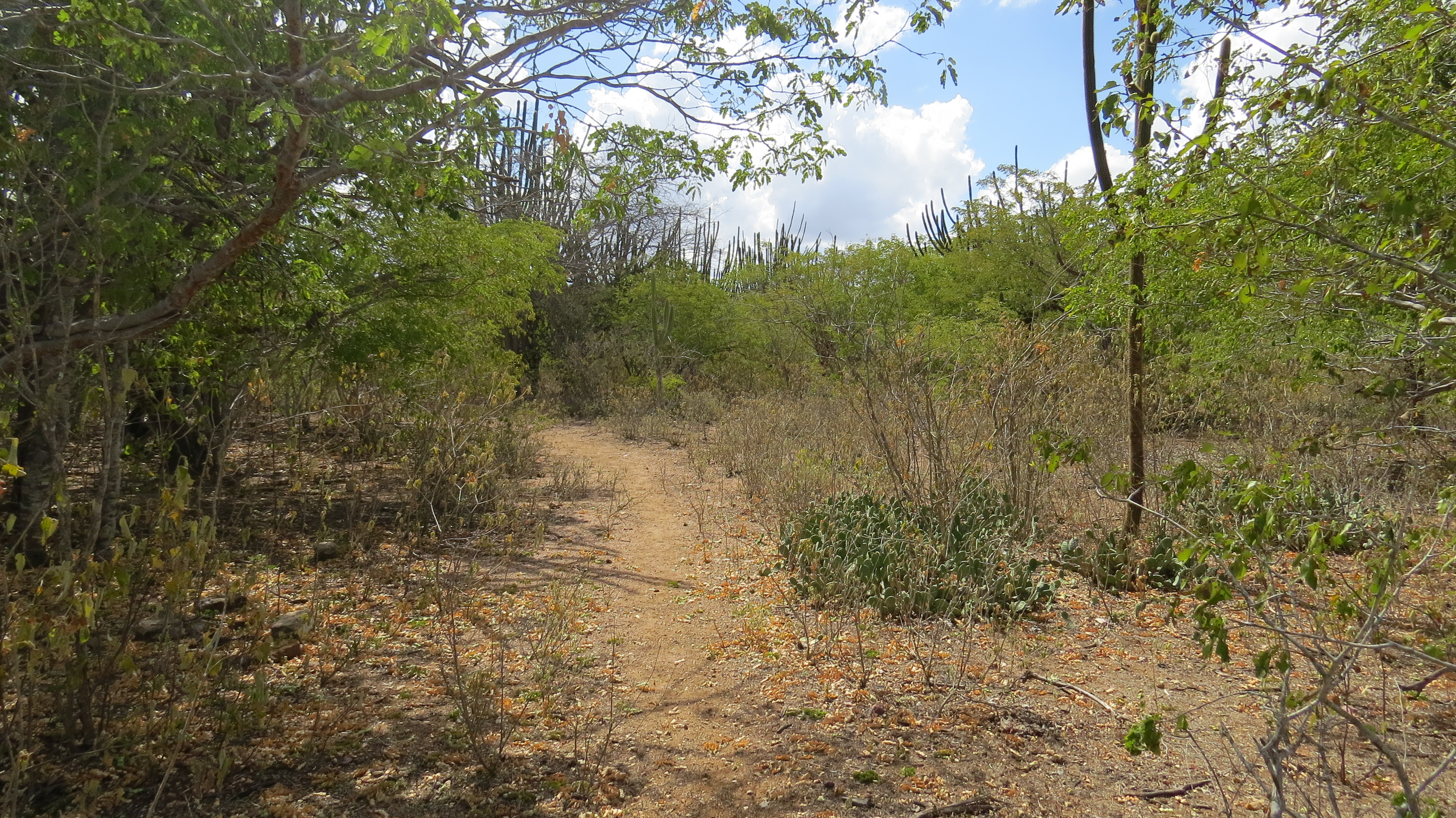
Paisagem da mata de caatinga na zona rural de Santa Cruz

Os solos predominantes são o planossolo sódico, pouco profundo, característico das áreas de relevo entre suave e ondulado, com alto grau de fertilidade, drenagem imperfeita e textura formada por areia e/ou argila, e o luvissolo (Bruno Não Cálcico Vértico), semelhante ao planossolo, mas com drenagem moderada e típico das áreas de relevo ondulado. Há também os neossolos, também chamados de solos litólicos. Sendo pouco desenvolvidos, sua vegetação é de pequeno porte, típica da caatinga hipoxerófila, resistente à seca. Entre as espécies mais encontradas estão o angico, a aroeira, a braúna, a catingueira, o juazeiro, o mandacaru, o marmeleiro e o umbuzeiro.
Cortado pelos rios Cacaruaba e Inharé, Santa Cruz possui quase todo seu território na bacia hidrográfica do rio Trairi, que cobre 97% da área do município, estando os 3% restantes na bacia do rio Potenji. Dentre os riachos que passam pelo município estão: Bento Nunes, do Canivete, Catolé, da Chapada, da Cobra, do Exu, da Gameleira, Logradouro, Santa Rosa, Salgado, da Vela e Velho. Os principais reservatórios, com capacidade igual ou superior a cem mil metros cúbicos (m³) de água, são Inharé (17 600 000 m³), Santa Rita (776 000 m³), Recanto (297 800 m³) e Bom Sucesso (100 000 m³).
O clima de Santa Cruz é semiárido, com baixo índice pluviométrico anual. Nos meses mais quentes, as temperaturas máximas chegam a 31 °C durante o dia, enquanto na época mais fria as mínimas podem ficar abaixo dos 20 °C. Segundo dados da estação meteorológica automática do Instituto Nacional de Meteorologia (INMET) no município, entre agosto de 2010 e dezembro de 2019 a menor temperatura registrada em Santa Cruz foi de 15,4 °C em 30 de junho de 2018, e a maior atingiu 37,6 °C em 7 de abril de 2013. O menor índice de umidade relativa do ar (URA) foi de 20%, observado nos dias 11 de setembro de 2010, 28 de setembro de 2018 e 22 de novembro de 2019. Por sua vez, o maior acumulado de chuva em 24 horas alcançou 207,2 mm em 24 de janeiro de 2011, e a maior rajada de vento atingiu 18,6 m/s (66,1 km/h) em 16 de fevereiro de 2019.
| Dados climatológicos para Santa Cruz                                                                                  | Dados climatológicos para Santa Cruz | Dados climatológicos para Santa Cruz | Dados climatológicos para Santa Cruz | Dados climatológicos para Santa Cruz | Dados climatológicos para Santa Cruz | Dados climatológicos para Santa Cruz | Dados climatológicos para Santa Cruz | Dados climatológicos para Santa Cruz | Dados climatológicos para Santa Cruz | Dados climatológicos para Santa Cruz | Dados climatológicos para Santa Cruz | Dados climatológicos para Santa Cruz | Dados climatológicos para Santa Cruz |
| Mês | Jan                                  | Fev                                  | Mar                                  | Abr                                  | Mai                                  | Jun                                  | Jul                                  | Ago                                  | Set                                  | Out                                  | Nov                                  | Dez                                  | Ano                                  |
| --- | ------------------------------------ | ------------------------------------ | ------------------------------------ | ------------------------------------ | ------------------------------------ | ------------------------------------ | ------------------------------------ | ------------------------------------ | ------------------------------------ | ------------------------------------ | ------------------------------------ | ------------------------------------ | ------------------------------------ |
| Temperatura máxima recorde (°C)                                                                                       | 36,6                                 | 36,5                                 | 36,8                                 | 37,6                                 | 35,4                                 | 34,3                                 | 33,4                                 | 35,3                                 | 35,9                                 | 36,6                                 | 36,9                                 | 36,8                                 | 37,6                                 |
| Temperatura mínima recorde (°C)                                                                                       | 19,6                                 | 18,8                                 | 20,2                                 | 18,3                                 | 18,5                                 | 15,4                                 | 16,5                                 | 16,2                                 | 16,9                                 | 18,2                                 | 18,9                                 | 18,6                                 | 15,4                                 |
| Precipitação (mm) | 45,2                                 | 55,6                                 | 89,2                                 | 93,4                                 | 58,1                                 | 50,7                                 | 41,7                                 | 18,8                                 | 7,3                                  | 1,5                                  | 3,4                                  | 6,3                                  | 471,2                                |
| Fonte: INMET (recordes de temperatura: 17/08/2010-presente a 04/12/2019) e EMPARN (médias de precipitação: 1981-2020) |                                      |                                      |                                      |                                      |                                      |                                      |                                      |                                      |                                      |                                      |                                      |                                      |                                      |

## Educação
O município de Santa Cruz apresenta três instituições públicas de ensino superior:
- A Universidade do Estado do Rio Grande do Norte (UERN) está em Santa Cruz desde o ano de 2006, atuando no Centro Comunitário Integrado – CCI.[carece de fontes?]
- A Universidade Federal do Rio Grande do Norte (UFRN).
- O Instituto Federal do Rio Grande do Norte (IFRN).